# Roberto I di Loritello
Roberto I di Loritello (... – 5 giugno 1096) è stato un cavaliere normanno. Fu il primo conte di Loritello.

## Biografia
Era il figlio maggiore di Goffredo d'Altavilla, che a sua volta era uno dei figli più anziani di Tancredi d'Altavilla e fratellastro di Roberto il Guiscardo.
Nel 1061, Roberto divenne il primo conte di Loritello (primo comiti de Loritello). Come suo padre, egli iniziò le sue conquiste militari negli Abruzzi, invadendo territori del papato; nel 1070, un anno prima della morte di suo padre, era avanzato fino ad Ortona. Prevedibilmente fu scomunicato nel febbraio 1075, Papa Gregorio VII lo definì un "insolente senza Dio".
Roberto di Loritello ed il figlio di Riccardo Drengot, Giordano, ebbero successo in quell'espansione verso nord, fino alla Marca Fermana, che non era riuscita al Duca Roberto il Guiscardo e al Principe Riccardo I di Capua.
Nel 1075, Roberto si era insediato a Chieti. Mentre Giordano avanzava nelle aree attorno al Fucino, Roberto avanzava sul litorale Adriatico. Egli fece di suo fratello Drogone il conte di Teate (l'attuale Chieti). Nel 1076 Ortona finalmente cadde con l'aiuto di truppe mandate da Roberto il Guiscardo. 
Fino alle rive del fiume Pescara la locale nobiltà longobarda gli fece atto d'omaggio. Egli aveva cinquecento cavalieri sotto il suo comando. In cambio dell'aiuto ricevuto dallo zio Roberto inviò un contingente dei suoi uomini in aiuto di suo cugino Abelardo a Sant'Agata di Puglia.
Nel giugno 1080, Gregorio VII riconobbe le conquiste normanne di Roberto e Giordano fino a Fermo. Nel giugno 1083, assediato in Castel Sant'Angelo dall'imperatore Enrico IV, il papa chiese aiuto al duca ed i due Roberto, zio e nipote, vennero a salvarlo.
Roberto prese parte alla seconda spedizione bizantina di suo zio del 1084-1085. Fu al capezzale del morente Guiscardo e rimase leale all'erede scelto da suo zio, Ruggero Borsa, di cui fu il guardiano.
Egli continuò le sue conquiste e prima della sua morte arrivò oltre il Fortore e fino al Tronto. Potrebbe anche aver governato Dragonara. Verso la fine della sua vita, egli prese i titoli di  comes Dei gratia (Conte per grazia di Dio) e comes comitorum (conte dei conti).
Da una recente ricognizione delle fonti storiche, risulta che egli morì il 5 giugno del 1096 e che le successive conquiste in territorio molisano e ascolano furono compiute dal fratello Rodolfo di Loritello.
Gli successe suo figlio, Roberto II di Loritello.